# Patricia J. Williams

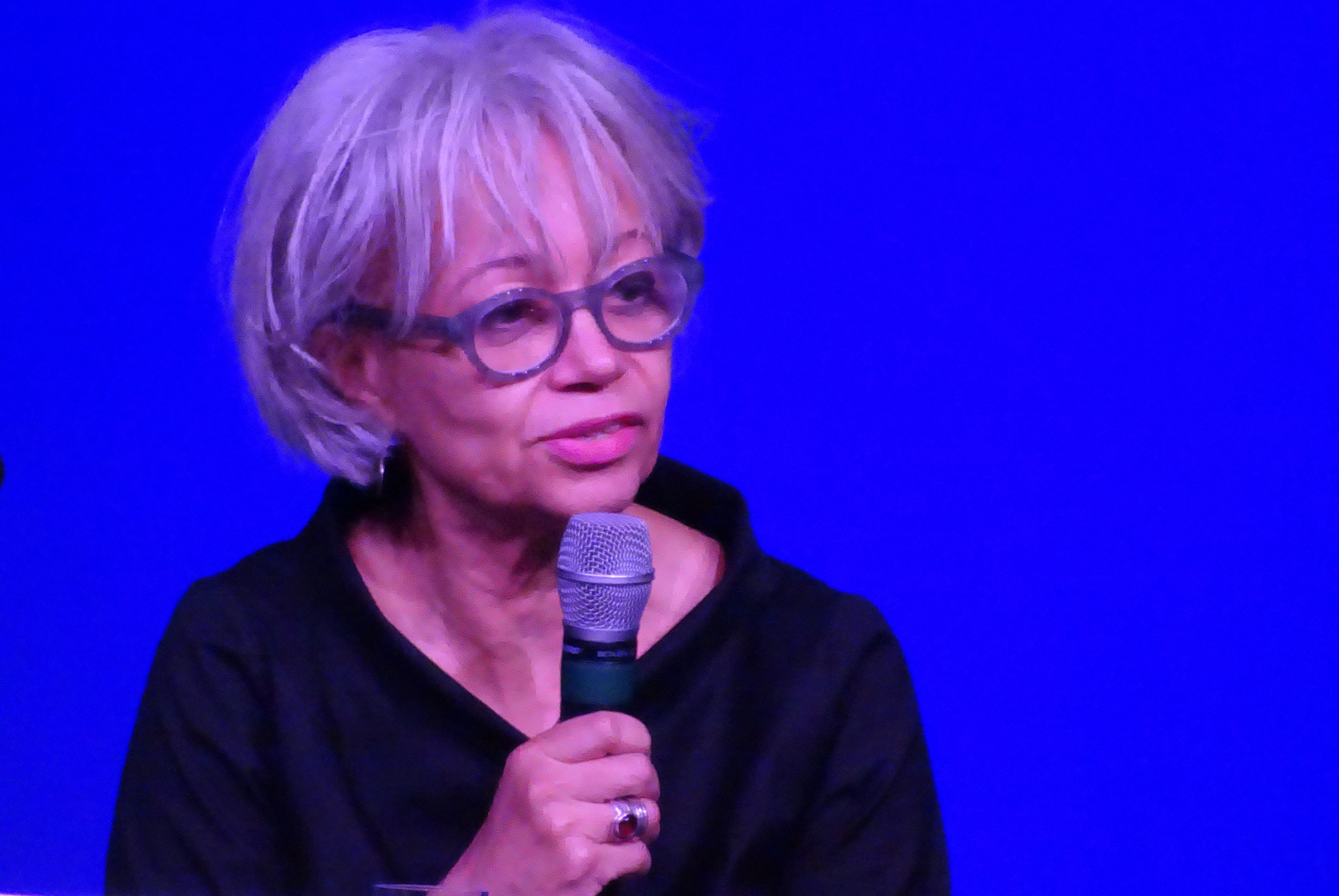
Patricia J. Williams (2018)

Patricia Joyce Williams (* 28. August 1951 in Boston, Massachusetts) ist eine US-amerikanische Juristin und Hochschullehrerin, die als Befürworterin der kritischen Rassentheorie CRT (Critical Race Theory) gilt, die sich mit dem Zusammenhang zwischen Rasse (race), Rassismus und dessen Verankerung in – insbesondere rechtlichen – Strukturen befasst und diese kritisiert. In der US-amerikanischen Öffentlichkeit und Politik hat sich um CRT, bzw. um Konzepte, die fälschlich der CRT zugeordnet werden, eine intensive Debatte entwickelt, die in der Critical Race Theory zum Kampfbegriff geworden ist. 2000 wurde sie Fellow der John D. und Catherine T. MacArthur Foundation, ein über fünf Jahre dotiertes Stipendium für kreative Köpfe und Wissenschaftler in den USA.

## Leben
Patricia Joyce Williams, Tochter von Isaiah Williams und dessen Ehefrau Ruth Williams, begann nach dem Schulbesuch ein grundständiges Studium am Wellesley College, das sie 1972 mit einem Bachelor of Arts (B.A.) beendete. Ein darauf folgendes Studium der Rechtswissenschaften an der Harvard Law School, der Juristischen Fakultät der Harvard University, schloss sie 1975 mit einem Juris Doctor (J.D.) ab. Nach der anwaltlichen Zulassung bei der Anwaltskammer des Bundesstaates Kalifornien war sie von 1975 bis 1978 als stellvertretende Staatsanwältin für die Stadt Los Angeles und später Fellow der School of Criticism and Theory des Dartmouth College. 1980 übernahm sie eine Professur für Rechtswissenschaften an der Juristischen Fakultät der Golden Gate University (GGU) und lehrte an dieser bis 1984, woraufhin sie zwischen 1984 und 1988 als Professorin am Queens College, City University of New York unterrichtete. Nachdem sie von 1988 bis 1993 als Professorin für Rechtswissenschaften an der University of Wisconsin–Madison tätig gewesen war, hatte sie von 1992 bis zu ihrer Emeritierung die „James L. Dohr“-Professur für Rechtswissenschaften an der Law School der Columbia University inne. Sie engagierte sich zeitweise auch als Rechtsanwältin im Western Center on Law and Poverty. In ihrem 1991 erschienenen Buch The Alchemy of Race and Rights. A Diary of a Law Professor veranschaulichte sie einige der komplexesten gesellschaftlichen Probleme Amerikas und stellen die US-amerikanischen Vorstellungen über kulturelle Konstrukte von Rasse und Geschlecht in Frage.

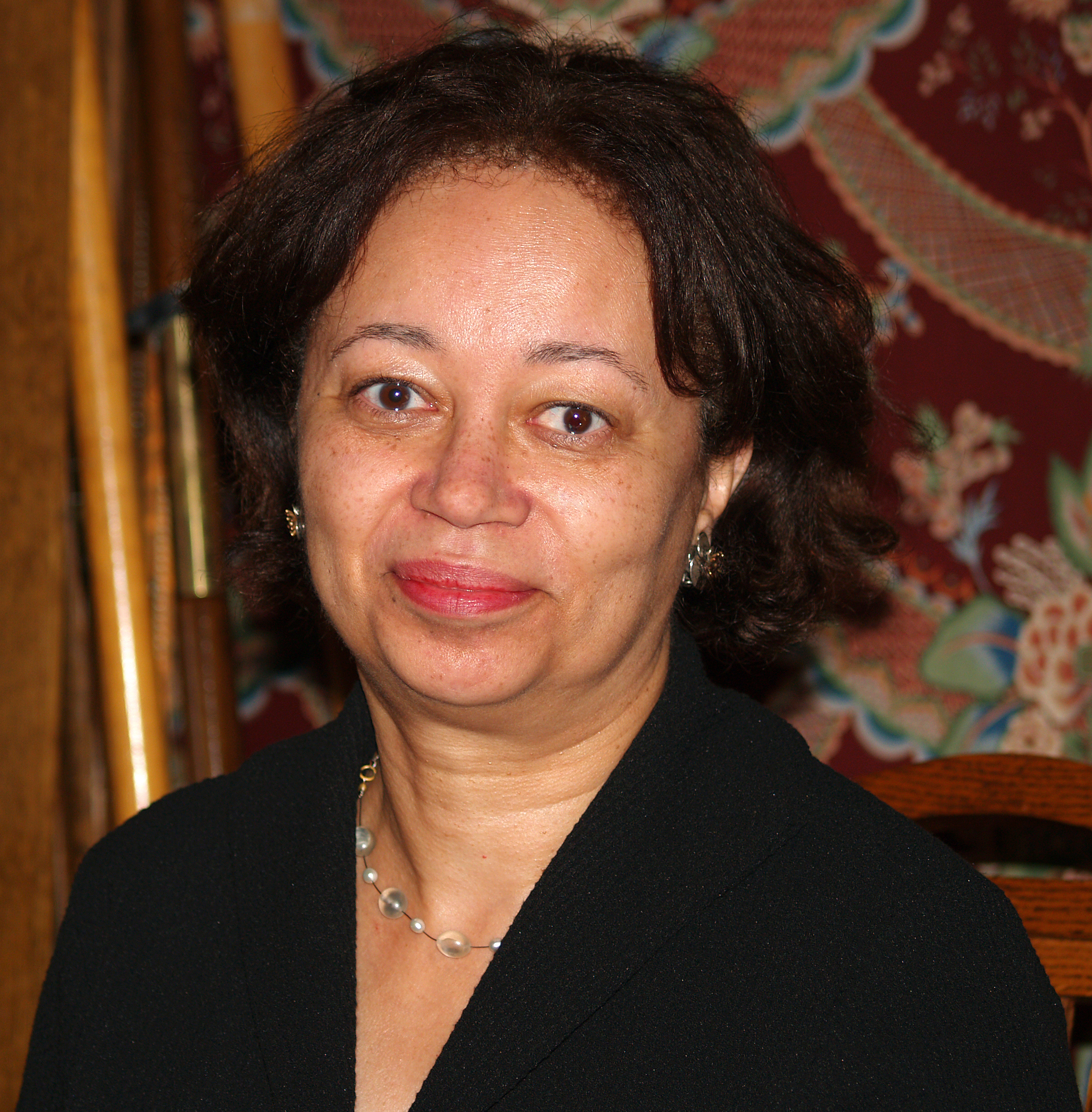
Patricia J. Williams (Fotografie von David Shankbone, 2007)

Patricia J. Williams, die seit 1998 die Kolumne „Diary of a Mad Law Professor“ für die progressiv-linksliberale Wochenzeitschrift The Nation verfasst, engagierte sich als Vorstandsmitglied der feministischen National Organization for Women (NOW). Sie gilt als Befürworterin der kritischen Rassentheorie CRT (Critical Race Theory), die sich mit dem Zusammenhang zwischen Rasse (race), Rassismus und dessen Verankerung in – insbesondere rechtlichen – Strukturen befasst und diese kritisiert. In der US-amerikanischen Öffentlichkeit und Politik hat sich um CRT, bzw. um Konzepte, die fälschlich der CRT zugeordnet werden, eine intensive Debatte entwickelt, die in der Critical Race Theory zum Kampfbegriff geworden ist. 2000 wurde sie Fellow der John D. und Catherine T. MacArthur Foundation, ein über fünf Jahre dotiertes Stipendium für kreative Köpfe und Wissenschaftler in den USA. Sie war zudem Fellow des Center for Advanced Study in the Behavioral Sciences (CASBS) und Professorin für Recht und Geisteswissenschaften an der Northeastern University sowie Direktorin für Recht, Technologie und Ethik dieser Universität. Ferner war sie im akademischen Jahr 2017/2018 Carl and Lily Pforzheimer Foundation Fellow des Radcliffe College der Harvard University.

## Veröffentlichungen
- The Alchemy of Race and Rights. A Diary of a Law Professor, Harvard University Press, Cambridge 1991, ISBN 0-674-01470-7
- The Rooster’s Egg, Harvard University Press, Cambridge 1995, ISBN 0-674-77942-8
- Seeing a Color-Blind Future. The Paradox of Race, Noonday Press, New York City 1997, ISBN 0-374-52533-1
- Open House. Of Family, Friends, Food, Piano Lessons, and the Search for a Room of My Own, Farrar, Straus and Giroux, New York City 2004, ISBN 0-374-11407-2)
- The Blind Goddess. A Reader on Race and Justice, 2011, ISBN 1-59558-699-7
- Giving a damn race, romance and Gone with the Wind, TLS, London 2021, ISBN 978-0-00-840450-5